# منی واصف

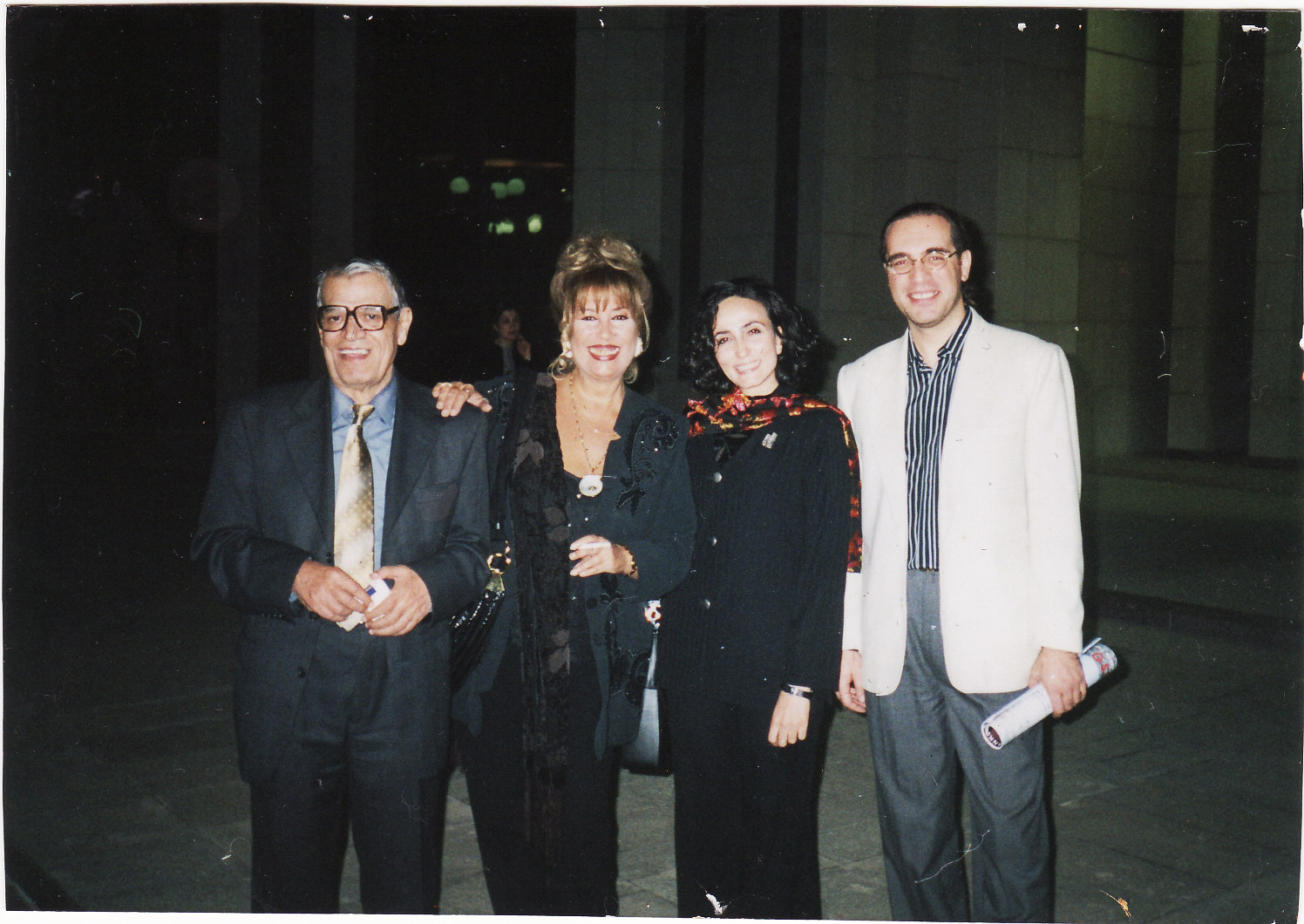

منی واصف بازیگر سوری عراقی‌الاصل است که در سال ۱۹۴۲ میلادی از پدری کرد و مسلمان و مادری مسیحی، در شهر دمشق زاده‌شد. او در سال ۲۰۰۲ میلادی به‌عنوان سفیر حسن‌نیت سازمان ملل برگزیده‌شد.

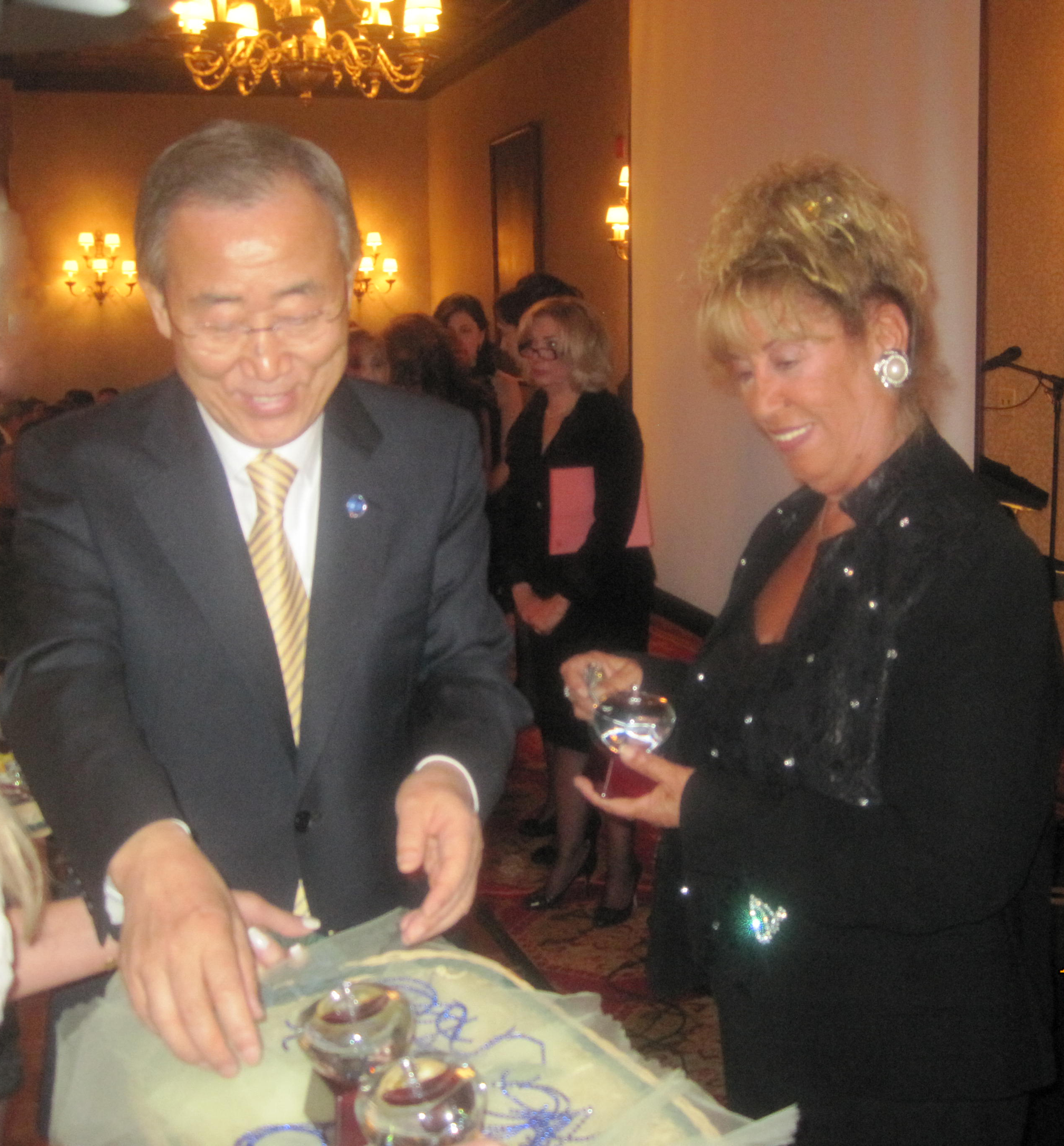